# JY細胞
JY是人類B淋巴母細胞系，對人類皰疹病毒第四型及鼠白血病病毒呈現陽性反應，並且表達第一型人類白細胞抗原 (HLA) A2及第二型人類白細胞抗原DR。

## 科研用途
JY細胞會在由羅斯威爾帕克紀念研究所培養基、10％胎牛血清及1％L-谷氨酰胺組成的特製培養基中生長，目前已知細胞會成團生長。1993年，有研究人員利用JY細胞進行實驗，發現觸發HLA 第二型分子後的腫瘤壞死因子-α釋放可能在人類疾病的發病機理中發揮作用，並且指出在該疾病中已發現與HLA II類Ag有交叉反應 (cross-reactive) 的抗體。2012年，有科研人員利用JY細胞等證明在生物學研究中，使用RNA-seq/PARSES-like方法能夠對組織培養微生物群進行徹底的檢查。

## 外部連結
- Cell report for JY at IMGT/HLA （页面存档备份，存于）
- Cellosaurus entry for JY （页面存档备份，存于）